# Rumi Hiiragi
Rumi Hiiragi (柊 瑠美 Hiiragi Rumi?, Katsushika, Tokio, 1 de agosto de 1987) es una actriz japonesa, reconocida principalmente por aportar la voz de Chihiro en la laureada película de animación El viaje de Chihiro.

## Biografía
Hiiragi inició su carrera como actriz infantil a los seis años, apareciendo en numerosos comerciales. En 1999 apareció en el drama televisivo de la cadena NHK Suzuran, interpretando el papel principal de Moe Tokiwa. En 2001 trabajó en la premiada película animada de Hayao Miyazaki El viaje de Chihiro, aportando la voz de la protagonista. Siguió trabajando con el estudio Ghibli como actriz de voz, apareciendo en las películas Gake no ue no Ponyo y La colina de las amapolas.
En 2002 apareció en el programa de televisión juvenil Netto Koshien como una reportera de campo. En 2005 actuó en el programa de la cadena NTV Nobuta wo Produce, en el papel de Kasumi Aoi.

## Filmografía

### Televisión
- Kyūkyū Shitei Byōin 3 (1995, Nippon TV)
- Suzuran (1999, NHK)
- Card G-Men Kobayakawa Akane (2000–2005, TBS)
- Obaa-chan (2001, Fuji TV)
- Dōbutsu no Oisha-san (2003, TV Asahi)
- Mito Kōmon (2003, TBS)
- Hannari Kikutarō 2~Miyako Kōji Yado Jikenchō (2004, NHK)
- Sky High 2 (2004, TV Asahi)
- Yūgure no Maigo (2004, Fuji TV)
- Boshi Kantei (2005, Nippon TV)
- Hagure Keiji Junjō ha Final Start Supesharu (2005, TV Asahi)
- Nobuta o Produce (2005, Nippon TV)
- Kyōto Kadō Iemoto Satsujin Jiken (2005, TBS)
- Shin Momotarō-zamurai (2006, TV Asahi)
- Loto 6 de 3 Oku 2 Senman En Ateta Otoko (2008, TV Asahi)
- Kamen Rider Decade (2009, TV Asahi)

### Cine
- Shōjo Moe no Monogatari (2000, Shochiku)[6]
- El viaje de Chihiro (2001, Toho)
- Gake no ue no Ponyo (2008, Toho)
- Detroit Metal City (2008, Toho)
- La colina de las amapolas (2011, Toho)